# Damián Akerman
Damián Emilio Akerman (Porteña, Provincia de Córdoba, Argentina; 25 de marzo de 1980) es un exfutbolista argentino. Jugaba de delantero y su ultimo equipo fue Deportivo Morón que disputa la Primera B Nacional. 

## Trayectoria

### Argentino de Rosario, Deportes La Serena y Deportivo Morón
Comenzó su carrera en el fútbol argentino en las divisiones inferiores de Newell's Old Boys para luego pasar a Argentino de Rosario en el año 2000 donde jugó hasta el 2003, emigrando luego al fútbol chileno para jugar durante el primer semestre en Deportes La Serena. En el segundo semestre de dicho año, retornó a Argentina para fichar por Deportivo Morón y jugar la Primera B Metropolitana donde salió goleador de la temporada.

### Gimnasia La Plata, Deportivo Morón y Ferro Carril Oeste
En el primer semestre de 2005, decidió fichar por Gimnasia La Plata para disputar la Primera División, habiendo sido pretendido previamente por el entonces técnico Daniel Bertoni para jugar en Independiente de Avellaneda, pero tuvo muy pocos minutos de juego por lo que no logró mostrarse demasiado y en el segundo semestre retornó al Gallito de Morón. Después de volver a hacer un gran torneo paso a Ferro para jugar en la Primera B Nacional, donde lo hizo hasta el año 2007 para luego retornar por tercera vez a Deportivo Morón y jugar dos años allí.
El 25 de octubre de 2008, gracias a un doblete contra San Telmo, alcanzó los 67 goles en su carrera, transformándose de esta forma en el máximo goleador del Gallo, superando a Atilio Romagnoli quien posee 66 tantos.[cita requerida]

### Blooming, Deportivo Morón, Gimnasia de Mendoza y Tristán Suárez
En 2009, se desvincula del Deportivo Morón para incorporarse al Blooming de Bolivia, donde jugó una temporada y logró coronarse campeón del Torneo Clausura y participar en las copas internacionales como la Copa Sudamericana y la Copa Libertadores.
A mediados de 2010, regresa al Deportivo Morón por cuarta vez en su carrera, donde se mantuvo por cuatro años, logrando en 2012 marcar su tanto número 100 con dicha camiseta al lograr un doblete ante Estudiantes de Caseros.[cita requerida] En total marcó 158 goles en el Gallito y disputó 329 encuentros.
En 2015, decidió desvincularse del Gallo y cambiar de aires por lo que fichó por el club mendocino Gimnasia y Esgrima para disputar por segunda vez en su carrera, la Primera B Nacional. Por la fecha 2 de dicho torneo, marcó su primer gol en el Blanquinegro, y lo hizo frente a Guillermo Brown, gol que significó la victoria de su equipo.
En 2016, fichó por Tristán Suárez para disputar la temporada 2016 de la Primera B.
En 2017 vuelve una vez más al Deportivo Morón. Año en el que el "Gallo" saldría Campeón de la Primera B Metropolitana en la temporada 2016/17 convirtiendo 10 goles.
Akerman disputaría por tercera vez la B Nacional esta vez con la casaca del Club de sus amores el "Gallito" de Morón de la mano de Akerman lograría hacer una buena campaña y quedar a las puertas del Torneo Reducido del "Nacional B" al quedar en el puesto 11°.

## Récords
- El 4 de octubre de 2020, según varios análisis por una cadena de prensa argentina, fue constatado que, a la edad de 40 años, Damián Akerman era el máximo goleador en actividad del fútbol argentino que sigue vigente, solo superado por José Sand con 41 años. Marcó 160 goles solamente en el Gallito, (si se suman los goles del resto de los equipos donde jugó el número asciende a más de 200 goles) y es un hombre récord. Superando a Atilio Romagnoli.[8]

## Estadísticas

### Clubes
| Club                              | Temporada           | Temporada           | Liga | Liga | Copas Nacionales * | Copas Nacionales * | Copas Internacionales ** | Copas Internacionales ** | Total | Total | Promedio |
| Club                              | Div.                | Período             | PJ   | G    | PJ                 | G                  | PJ                       | G                        | PJ    | G     | Promedio |
| --------------------------------- | ------------------- | ------------------- | ---- | ---- | ------------------ | ------------------ | ------------------------ | ------------------------ | ----- | ----- | -------- |
| Argentino (R) Argentina           | 3.ª                 | 2000-01             | ?    | ?    | -                  | -                  | -                        | -                        | ?     | ?     | ?,??     |
| Argentino (R) Argentina           | 3.ª                 | 2001-02             | ?    | ?    | -                  | -                  | -                        | -                        | ?     | ?     | ?,??     |
| Argentino (R) Argentina           | Total               | Total               | 57   | 11   | -                  | -                  | -                        | -                        | 57    | 11    | 0,19     |
| Deportes La Serena · Chile        | 2.ª                 | 2003                | 0    | 0    | -                  | -                  | -                        | -                        | 0     | 0     | 0,00     |
| Deportes La Serena · Chile        | Total               | Total               | 0    | 0    | -                  | -                  | -                        | -                        | 0     | 0     | 0,00     |
| Deportivo Morón Argentina         | 3.ª                 | 2003-04             | 27   | 18   | -                  | -                  | -                        | -                        | 27    | 18    | 0,67     |
| Deportivo Morón Argentina         | Total               | Total               | 27   | 18   | -                  | -                  | -                        | -                        | 27    | 18    | 0,67     |
| Gimnasia y Esgrima (LP) Argentina | 1.ª                 | 2005                | 4    | 0    | -                  | -                  | -                        | -                        | 4     | 0     | 0,00     |
| Gimnasia y Esgrima (LP) Argentina | Total               | Total               | 4    | 0    | -                  | -                  | -                        | -                        | 4     | 0     | 0,00     |
| Deportivo Morón Argentina         | 3.ª                 | 2005-06             | 36   | 14   | -                  | -                  | -                        | -                        | 36    | 14    | 0,39     |
| Deportivo Morón Argentina         | Total               | Total               | 36   | 14   | -                  | -                  | -                        | -                        | 36    | 14    | 0,39     |
| Ferro Carril Oeste Argentina      | 2.ª                 | 2006-07             | 39   | 12   | -                  | -                  | -                        | -                        | 39    | 12    | 0,31     |
| Ferro Carril Oeste Argentina      | Total               | Total               | 39   | 12   | -                  | -                  | -                        | -                        | 39    | 12    | 0,31     |
| Deportivo Morón Argentina         | 3.ª                 | 2007-08             | 40   | 15   | -                  | -                  | -                        | -                        | 40    | 15    | 0,38     |
| Deportivo Morón Argentina         | 3.ª                 | 2008-09             | 41   | 11   | -                  | -                  | -                        | -                        | 41    | 11    | 0,27     |
| Deportivo Morón Argentina         | Total               | Total               | 81   | 26   | -                  | -                  | -                        | -                        | 81    | 26    | 0,32     |
| Blooming · Bolivia                | 1.ª                 | 2009-10             | 13   | 6    | -                  | -                  | 2                        | 0                        | 15    | 6     | 0,30     |
| Blooming · Bolivia                | 1.ª                 | 2010                | 15   | 6    | -                  | -                  | 4                        | 0                        | 19    | 6     | 0,60     |
| Blooming · Bolivia                | Total               | Total               | 28   | 12   | -                  | -                  | 6                        | 0                        | 34    | 12    | 0,36     |
| Deportivo Morón Argentina         | 3.ª                 | 2010-11             | 37   | 16   | -                  | -                  | -                        | -                        | 37    | 16    | 0,43     |
| Deportivo Morón Argentina         | 3.ª                 | 2011-12             | 29   | 8    | -                  | -                  | -                        | -                        | 29    | 8     | 0,28     |
| Deportivo Morón Argentina         | 3.ª                 | 2012-13             | 39   | 23   | 3                  | 4                  | -                        | -                        | 42    | 27    | 0,64     |
| Deportivo Morón Argentina         | 3.ª                 | 2013-14             | 33   | 13   | -                  | -                  | -                        | -                        | 33    | 13    | 0,39     |
| Deportivo Morón Argentina         | 3.ª                 | 2014                | 17   | 8    | -                  | -                  | -                        | -                        | 17    | 8     | 0,47     |
| Deportivo Morón Argentina         | Total               | Total               | 155  | 68   | 3                  | 4                  | -                        | -                        | 158   | 72    | 0,46     |
| Gimnasia y Esgrima (M) Argentina  | 2.ª                 | 2015                | 28   | 2    | -                  | -                  | -                        | -                        | 28    | 2     | 0,07     |
| Gimnasia y Esgrima (M) Argentina  | Total               | Total               | 28   | 2    | -                  | -                  | -                        | -                        | 28    | 2     | 0,07     |
| Tristán Suárez Argentina          | 3.ª                 | 2016                | 17   | 7    | -                  | -                  | -                        | -                        | 17    | 7     | 0,00     |
| Tristán Suárez Argentina          | Total               | Total               | 17   | 7    | -                  | -                  | -                        | -                        | 17    | 7     | 0,00     |
| Deportivo Morón Argentina         | 3.ª                 | 2016-17             | 23   | 10   | 2                  | 0                  | -                        | -                        | 25    | 10    | 0,40     |
| Deportivo Morón Argentina         | 2.ª                 | 2017-18             | 14   | 0    | 2                  | 0                  | -                        | -                        | 16    | 0     | 0        |
| Deportivo Morón Argentina         | 2.ª                 | 2018-19             | 17   | 4    | -                  | -                  | -                        | -                        | 17    | 4     | 0        |
| Deportivo Morón Argentina         | 2.ª                 | 2019-20             | 13   | 1    | -                  | -                  | -                        | -                        | 13    | 1     | 0        |
| Deportivo Morón Argentina         | 2.ª                 | 2020                | 9    | 1    | -                  | -                  | -                        | -                        | 9     | 1     | 0        |
| Deportivo Morón Argentina         | 2.ª                 | 2021                | 10   | 0    | -                  | -                  | -                        | -                        | 10    | 0     | 0        |
| Deportivo Morón Argentina         | 2.ª                 | 2022                | 8    | 0    | 1                  | 0                  | -                        | -                        | 9     | 0     | 0        |
| Deportivo Morón Argentina         | Total en Morón      | Total en Morón      | 354  | 135  | 8                  | 4                  | -                        | -                        | 362   | 139   | 0        |
| Total en su carrera               | Total en su carrera | Total en su carrera | 482  | 171  | 8                  | 4                  | 5                        | 0                        | 482   | 175   | 0,36     |

- (*) Copa Argentina.
- (**) Copa Libertadores y Copa Sudamericana.
- Nota: Según el sitio oficial de Deportivo Morón, Akerman marcó en total 158 goles y jugó 345 partidos en dicho club.[4]

## Palmarés

### Torneos nacionales
| Título                      | Club            | País      | Año     |
| --------------------------- | --------------- | --------- | ------- |
| Primera División de Bolivia | Blooming        | Bolivia   | C-2009  |
| Primera B Metropolitana     | Deportivo Morón | Argentina | 2016-17 |